# A Poet and His Babies
A Poet and His Babies è un cortometraggio muto del 1906 diretto da Lewin Fitzhamon.

## Trama
Un poeta sta lavorando a un suo sonetto quando la moglie comincia a portargli a uno ad uno i loro tre bambini, lasciandoli accanto a lui. Poi se ne va. I tre piccoli cominciano a schiamazzare e l'uomo non sa che fare. Quando viene a trovarlo un tenente, lui prende i bambini e li mette in braccia al nuovo venuto, scappandosene via. Il militare, sorpreso e in preda al panico, si mette a inseguire il poeta che, a sua volta, insegue la moglie.

## Produzione
Il film fu prodotto dalla Hepworth.

## Distribuzione
Distribuito dalla Hepworth, il film - un cortometraggio - uscì nelle sale cinematografiche britanniche nell'aprile 1906. Fu distribuito anche negli Stati Uniti nel luglio 1907
Si conoscono pochi dati del film che, prodotto dalla Hepworth, fu distrutto nel 1924 dallo stesso produttore, Cecil M. Hepworth. Fallito, in gravissime difficoltà finanziarie, il produttore pensò in questo modo di poter almeno recuperare il nitrato d'argento della pellicola.